# Cymus nigrofemoralis
Cymus nigrofemoralis är en insektsart som beskrevs av Hamid 1975. Cymus nigrofemoralis ingår i släktet Cymus och familjen Cymidae. Inga underarter finns listade i Catalogue of Life.